# Tara Buckman
Tara Buckman est une actrice américaine, née le 1er octobre 1956 à Los Angeles, en Californie (États-Unis).

## Filmographie
- 1977 : Le Toboggan de la mort (Rollercoaster) : Coaster Attendant
- 1977 : Harold Robbins' 79 Park Avenue (feuilleton TV) : Starlet
- 1978 : The Two-Five (TV) : Angel
- 1978 : La Fureur du danger (Hooper) : Debbie
- 1979 : Exécutions sommaires (Stone) (TV) : Olivia de Carl
- 1979 : Pour l'amour du risque (Hart to Hart) (TV) : Sandy
- 1979 : Autoroute pour la mort (Death Car on the Freeway) (TV) : Jane Guston
- 1979 : The Man in the Santa Claus Suit (TV) : Polly Primer
- 1980 : Brave New World (TV) : Alpha Teacher
- 1981 : L'Équipée du Cannonball (The Cannonball Run) : Jill Rivers, Lamborghini Babe #2
- 1984 : Snowballing : Colleen
- 1984 : Douce nuit, sanglante nuit (Silent Night, Deadly Night) : Ellie Chapman (Mother)
- 1965 : Des jours et des vies (Days of Our Lives) (série TV) : Norma Kirkland (1984-1985)
- 1986 : Stargrove et Danja, agents exécutifs : Sacrificed Punkette
- 1987 : Terminal Exposure : Mrs. Stacey Karrothers
- 1989 : High Finance Woman : Brenda
- 1989 : Blue Angel Cafe : Angie
- 1990 : The Marilyn Diaries : Jane
- 1990 : Xtro II: The Second Encounter : Dr. Julie Casserly
- 1990 : Non aprite quella porta 3
- 1992 : Round Trip to Heaven : Phyllis
- 1994 : Jeux défendus (Blindfold: Acts of Obsession) (TV) : Barmaid